# درو نيومان
درو نيومان (بالإنجليزية: Drew Neumann)‏ هو ملحن أمريكي، ولد في 21 يونيو 1964 في ديترويت في الولايات المتحدة.

## وصلات خارجية
- درو نيومان على موقع IMDb (الإنجليزية)
- درو نيومان على موقع ميوزك برينز (الإنجليزية)
- درو نيومان على موقع أول ميوزيك (الإنجليزية)
- درو نيومان على موقع ديسكوغز (الإنجليزية)
- درو نيومان على موقع قاعدة بيانات الفيلم (الإنجليزية)